# Krzysztof Wieczorek (pilot)
Krzysztof Wieczorek (ur. 16 sierpnia 1961 w Słomnikach) – polski pilot liniowy i sportowy, archeolog. Trzykrotny mistrz świata w lataniu precyzyjnym.
Tytuły MŚ zdobył podczas XVI Mistrzostw Świata w Lataniu Precyzyjnym w Danii, oraz XVII Mistrzostw Świata we Francji i XIX Mistrzostw Świata w Polsce, zawodach Międzynarodowej Federacji Lotniczej. Od 1978 roku należy do Aeroklubu Krakowskiego. 
Zawodowo związany jest z linią Polskie Linie Lotnicze LOT, gdzie pilotuje samoloty Boeing 737

## Archeologia lotnicza
Krzysztof Wieczorek w 2005 roku ukończył studia w Instytucie Archeologii, na Wydziale Historycznym Uniwersytetu Warszawskiego. Jego praca magisterska oparta była na metodach prospekcyjnych archeologii lotniczej, należącej do tzw. archeologii niedestrukcyjnej.
W 2010 roku został członkiem ekspedycji naukowej Prospekcja lotnicza - Małopolska 2010, której jednym z naczelnych celów było nakręcenie pierwszych kadrów do powstającego filmu o archeologii lotniczej.

## Rodzina
Członkowie rodziny:
- Marian Wieczorek – brat, pilot samolotowy
- Wacław Wieczorek – brat, pilot samolotowy (1958–2011)
- Michał Wieczorek – syn Wacława, pilot samolotowy
- Alicja – żona[2]
- Szymon Wieczorek – syn[2]
- Kamil Wieczorek – syn[2]

## Nagrody i odznaczenia
- 2022: Dyplom Paula Tissandiera przyznany przez FAI[4]
- 2016:  Tytuł członka honorowego Aeroklubu Krakowskiego[1]